# Osteospermum ecklonis
Espèce
Classification phylogénétique
Osteospermum ecklonis, l'Ostéosperme blanc,, la Marguerite du Cap d’Ecklon est une espèce de plante à fleurs de la famille des Asteraceae, originaire d'Afrique du Sud. C’est un arbrisseau de moins de 1 m de hauteur, cultivé comme plante ornementale.
Gélifs à −2 °C, les cultivars d’Osteospermum sont généralement cultivés en plante annuelle dans les régions froides.

## Nomenclature
Cette espèce a été décrite pour la première fois sous le nom de Dimorphotheca ecklonis par le botaniste suisse Augustin Pyramus de Candolle (abrégé en DC.), en 1838.
Un peu plus d’un siècle plus tard, en 1943, le botaniste d’Afrique du Sud, Nils Tycho Norlindh (abrégé en Norl.) a transféré cette espèce dans le genre Osteospermum, en le renommant Osteospermum ecklonis (DC.) Norl.

## Étymologie

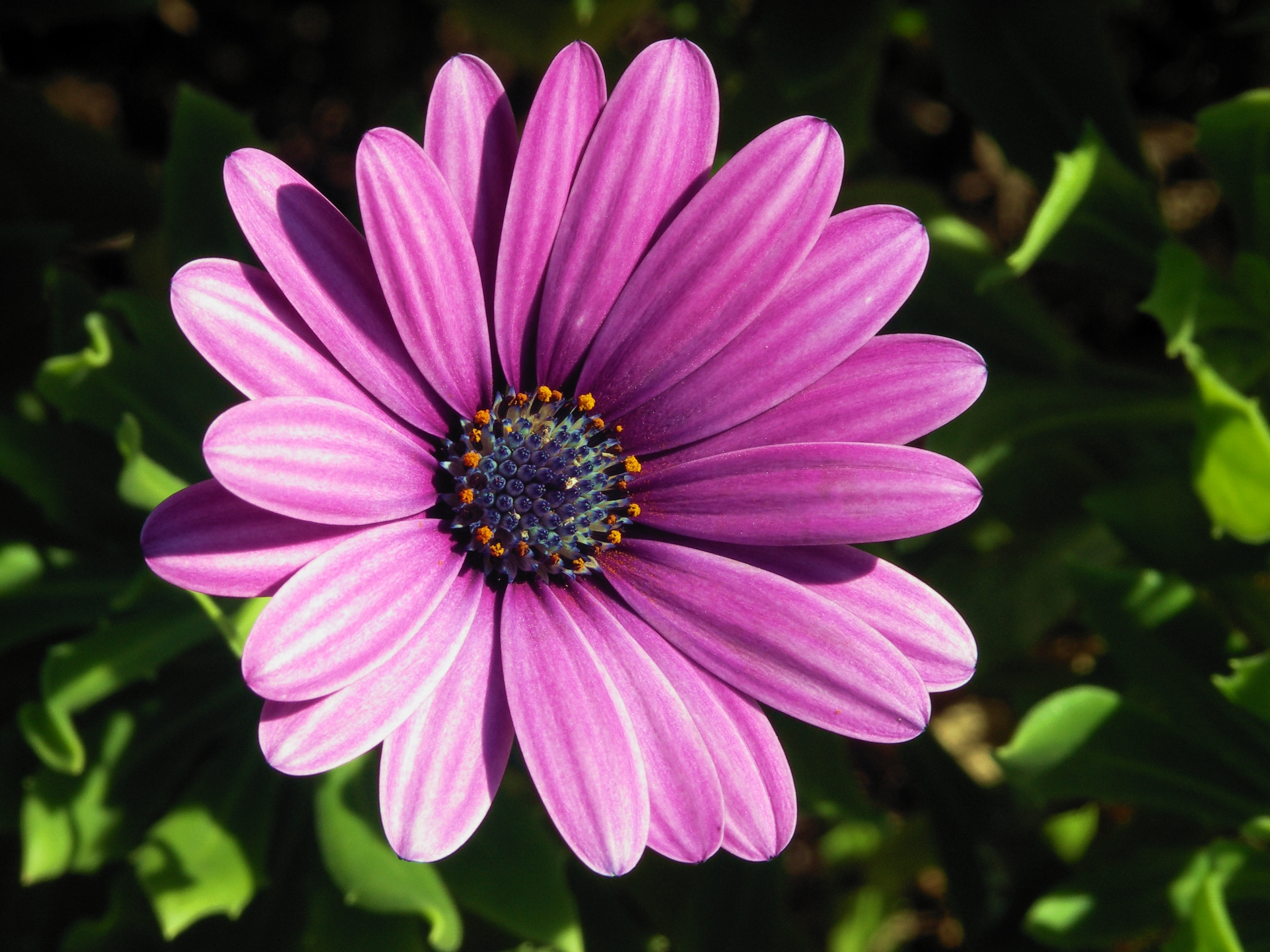
Osteospermum ecklonis

Le nom de genre Dimorphotheca (donné en latin scientifique) est composé des étymons grecs δίμορφος (dímorphos) : « à deux formes » (préfixe di- « deux » et nom morphos « forme ») et de θήκη (thékē) : « boîte, capsule, réceptacle ». en référence à certaines espèces de Dimorphotheca dont les akènes (fruits secs) présentent deux formes distinctes selon qu’ils proviennent de fleurs ligulées ou tubulées.
Le nom du genre Osteospermum  composé des deux noms grecs latinisés 1) ὀστέον-οῦν - osteon, « os » du grec ancien (Bailly) et de 2) σπέρμα, ατος (τὸ) - sperma,  « semence, graine » (Bailly.app) en référence aux graines dures et lignifiées de cette espèce.
L’épithète spécifique ecklonis est un adjectif latin formé à partir du nom du botaniste danois Christian Friedrich Ecklon (1795-1868). La terminaison -is est une marque du génitif latin, indiquant l’appartenance ou la dédicace, présentement en dédicace au botaniste danois qui a collecté et décrit de nombreuses plantes sud-africaines au XIXe siècle.

## Synonyme
Dimorphotheca ecklonis est le synonyme de Osteospermum ecklonis qui seul est accepté. 

## Distribution
Selon POWO, l’espèce est originaire de la Cap-Oriental en Afrique du Sud
Elle a été introduite aux Açores, en Californie, Iles Canaries, Allemagne, Italie, Maurice, Nouvelle Galles du Sud, Queensland, Réunion, Espagne, Tunisie, Victoria Australie-Occidentale.
Cet arbrisseau pousse principalement dans le biome subtropical et a des utilisations environnementales et médicamenteuse.

## Description

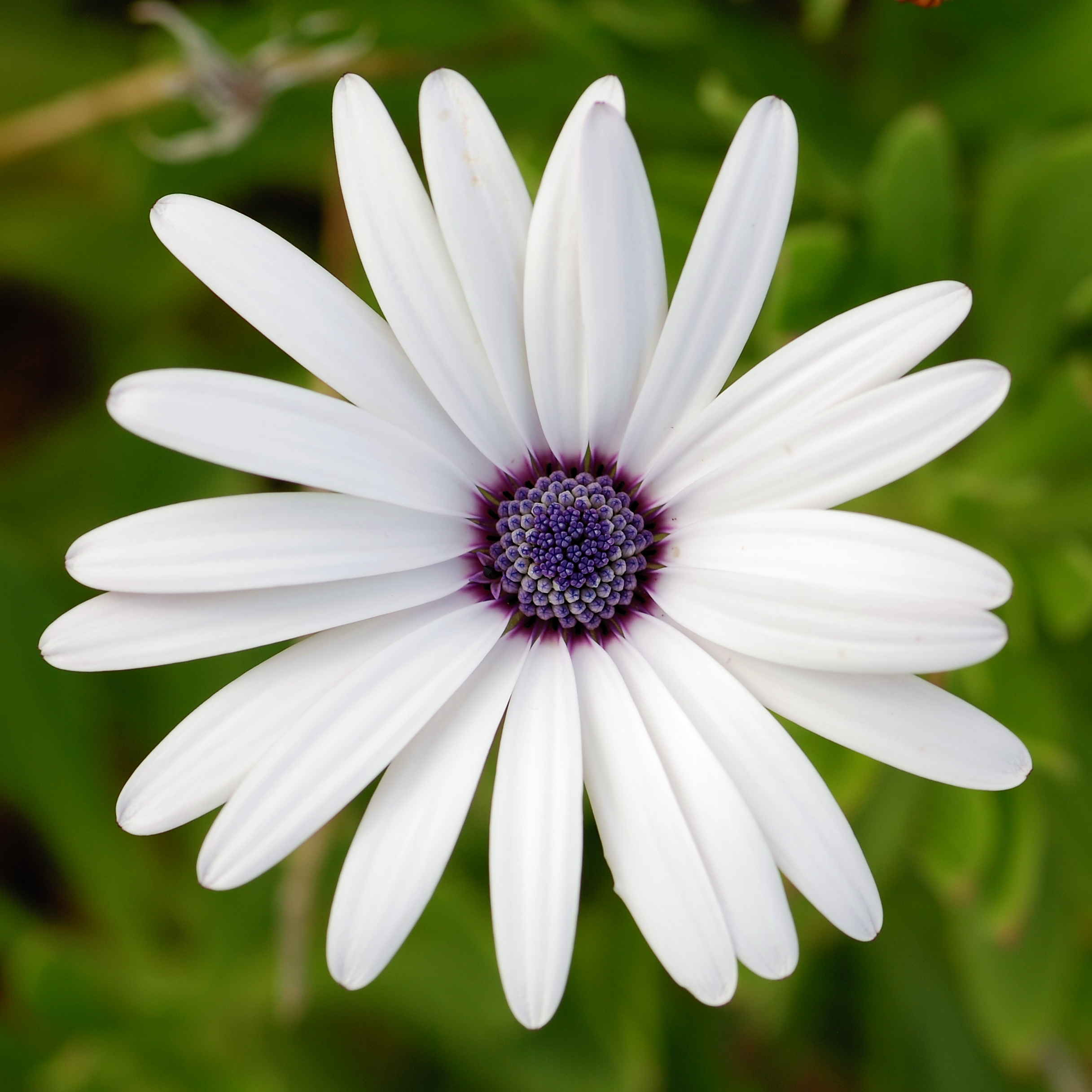
Capitule aux ligules périphériques blancs

Osteospermum ecklonis est un arbrisseau de moins de 1 m de hauteur, vivace, à feuilles persistantes (selon Flora of North America). Il est d'un port dressé, ramifié et buissonnant.
Les feuilles de 30-50(-100) mm de long sur 10–20(–40+) de large, sont de forme obovale ou oblong à elliptique ou ob-lancéolé, à marges entières ou denticulées, sessiles, légèrement succulentes, glabrescentes.
L’inflorescence est un capitule solitaire de 7 à 8 cm, porté par un axe floral de (25–)50–150+ mm de longueur, portant des bractées (ou phyllaires) à la base du capitule ; les fleurons de la périphérie portent une grande ligule (semblable à un grand pétale) de 15 et 45+ mm de longueur dont la face inférieure est généralement violette à bleue ou pourpre (parfois crème, roses ou saumon) et dont la face supérieure est habituellement blanche à bleue ou pourpre. Les fleurons ligulés sont femelles.
Les fleurons centraux ou fleurons tubulés sont au nombre de 40 à 60, possèdent une corolle pourpre de 3,5–4,5 mm. Ils sont pseudo-bisexués.
La floraison se déroule de décembre à avril en Afrique du Sud. En France de mai-juin aux gelées. Les fleurs s'ouvrent avec le soleil et se referment la nuit.
Les fruits sont des akènes à aigrette plumeuse appelées cypsèles, avec le calice adhérent.

## Horticulture

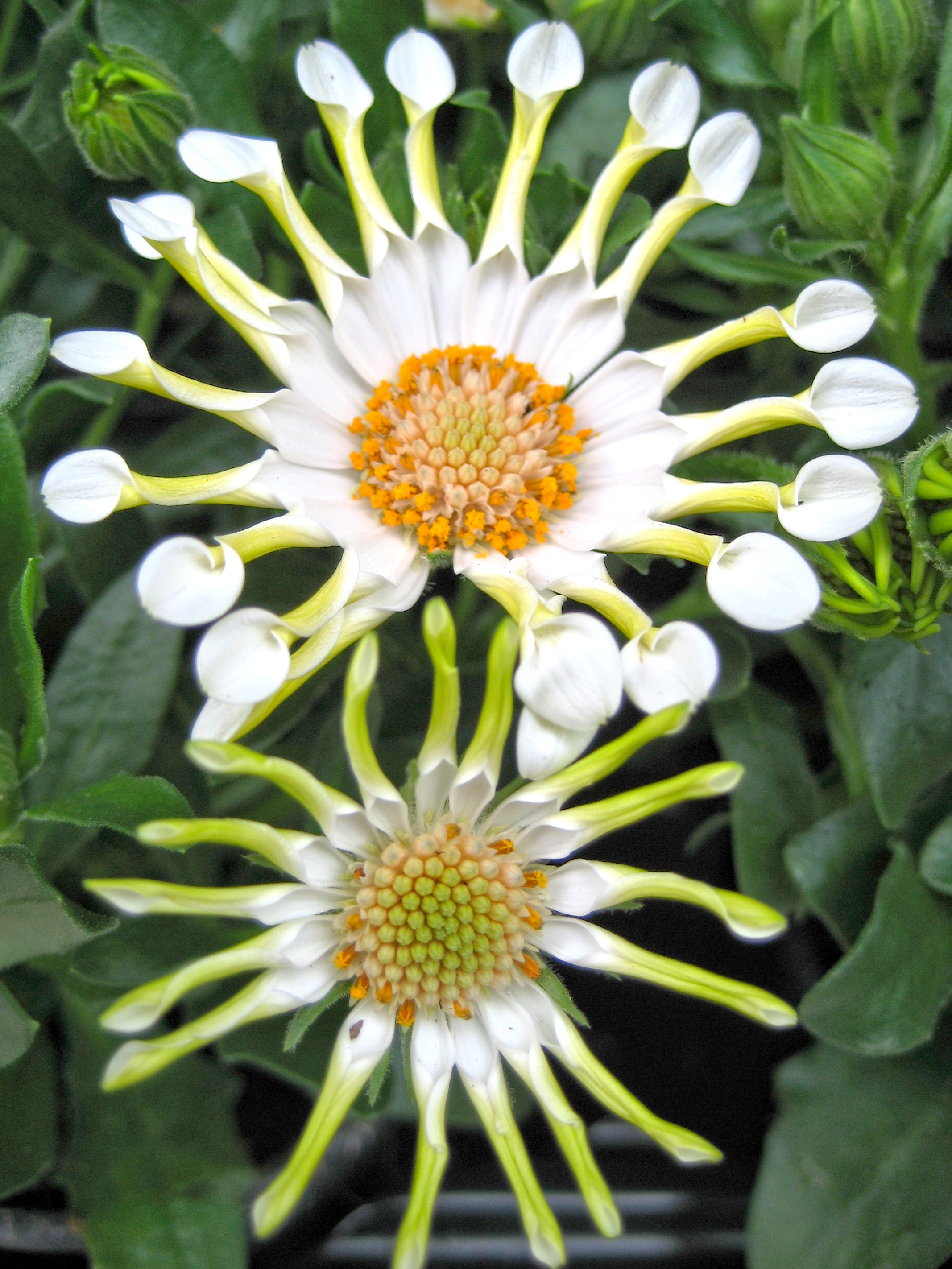
Ostéosperme blanc en cuillère

Osteospermum ecklonis fait de 30 à 60 cm de hauteur, pour un étalement de 1 m en tous sens. Il se cultive en annuelles ou dans des potées que l'on rentre en hiver. Une fois installé, il tolère la sécheresse et les embruns.
Les cultivars sont obtenus par hybridation de plusieurs espèces d'Osteospermum. Les plus communs sont des hybrides de O. ecklonis, O. jucundum et O. grandiflorum, et ils sont cultivés comme des plantes annuelles. Ces hybrides peuvent être rustiques jusqu'à −5 °C et sont réputés pour leur large gamme de couleurs tropicales. Par exemple, certains cultivars ont des pétales « en cuillère » (« spooned ») comme « Pink Whirls ».
Les Osteospermes sont généralement cultivés (en plantes) annuelles dans les régions froides, ailleurs ils sont parfaitement vivaces. Très florifères, ils offrent du printemps jusqu’en fin d’automne une profusion de grandes marguerites toute en simplicité et finesse, dans les tons blanc, rose, mauve ou orangé.
Quelques hybrides et cultivars
- Osteospermum ecklonis 'Blue eyed beauty', à marguerite jaune avec la base des ligules mauves, des fleurons bleus.
- Osteospermum ecklonis 'Blue streak', environ 60 cm en tous sens, marguerite blanche à fleurons bleus
- Osteospermum ecklonis 'Passion mix', 30à 45 en tout sens, un hybride en mélange de blanc, rose et mauve.
- Osteospermum ecklonis 'Serenity White Bliss' ou 'Sérénité blanc bliss', une série dans plusieurs tons, aux ligules particuliers.